# Athanasy
Athanasy — компьютерная игра в жанре визуального романа, разработанная игровой студией Wirion и выпущенная издателем 7DOTS. Выход игры на платформе Itch.io состоялся 22 января 2022 года с последующим релизом на платформе цифровой дистрибуции Steam 13 апреля 2022 года. Выход на Nintendo Switch состоялся 29 июня 2023 года, издателем выступила компания Valkyrie Initiative. По утверждениям разработчиков, одной из главных особенностей игры является её принадлежность к специфическому поджанру киберпанка — «биопанк».

## Игровой процесс
Игра представляет собой визуальный роман, написанный на игровом движке Ren'Py. Сюжет передаётся при помощи статичных изображений с редкой анимацией, сопровождённых текстом. Время от времени игроку предлагается совершить выбор из нескольких фиксированных вариантов действий или реплик в разговоре, каждый из которых может повлиять на дальнейшее развитие событий.
Повествование в игре нелинейно и, в зависимости от совершённых игроком выборов, может привести к различным концовкам. Разработчиками подразумевается неоднократное повторное прохождение игры для получения всех концовок — для этого в игре имеется функция быстрой перемотки уже виденных сюжетных отрывков.

## Сюжет
Действие игры разворачивается в постапокалиптическом сеттинге подземного Города — последнего пристанища человечества. Загадочная Фиолетовая Смерть превратила поверхность Земли в необитаемую и недоступную пустошь, а последние оставшиеся люди вынуждены выживать в суровых условиях замкнутого пространства под неусыпным надзором шести Министерств.
Жизнь в Городе поддерживается при помощи автоматических фабрик, прозванных Машинами Благодати и Любви. Среди населения процветает религиозный культ поклонения этим машинам, как единственному, что удерживает человечество от полнейшего вымирания.
Именно в работе этих машин обнаруживает несостыковки главный герой игры — Джосайя Кавиани. Получив предложение о работе от одного из Министерств, Джосайя пытается раскрыть источник, откуда в Город поступают недостающие ресурсы, необходимые для пропитания растущего населения.
Развитие событий зависит от решений, принятых игроком. Джосайя может забросить расследование и прожить спокойную жизнь, достигнув высоких мест в иерархии Министерства; он может присоединиться к группе революционеров — Непротивлению — и докопаться до причин происходящего в Городе; или же Джосайя может совершить ошибку и попасть в ужасный мир бесформенной плоти, находящийся под Городом и называемый Адом.
После открытия нескольких концовок игрок может собрать из фрагментов информации полную картину: на самом деле Город является бывшим научным центром, одним из объектов изучения в котором являлись роботы-нанохирурги, имеющие невиданные ранее возможности лечения человеческого тела. Вышедший из-под контроля эксперимент привёл к распространению нежеланного, неостановимого и остро заразного бессмертия — атанасии, из-за которой весь научный комплекс пришлось изолировать от внешнего мира.

### Концовки
Всего в игре доступно девять концовок:
- Конформист — Кавиани отказывается принимать участие в событиях, увлекается карьерой, достигает поста начальника отдела и заканчивает свою жизнь в ванне для выработки амриты в Верхних Лабораториях.
- Министр Кавиани — после череды совершённых предательств и неоднозначных решений Кавиани попадает к Кабинет Министров, а затем дослуживается до поста Министра демографии.
- Один под ярким солнцем — если Кавиани приходит в Верхние Лаборатории как сотрудник Кабинета Министров, то он может уговорить Инженеров выпустить из-под купола только его одного, предварительно пережив процедуру очистки от нанохирургов.
- Адам и Ева — если Кавиани приходит в Верхние Лаборатории как участник Непротивления, то он может договориться с Инженерами, чтобы из-под купола выпустили только его вместе с Полианной (предварительно очистив их от нанохирургов).
- Освобождение — узнав всю правду из дневников, Кавиани поспешно рассылает дневники гражданам и включает лифты между Городом и Адом. Плоть вырывается из пещер и захватывает Город.
- Полимерное озеро — за «неправильные» поступки Кавиани схвачен и списан в полимерную яму, где он растворяется, чтобы послужить материалами для Города.
- Синтез — Кавиани слишком доверяется Гуло и становится ещё одной головой в его коллекции.
- Демон — познакомившись с Горечью, Кавиани проникается её идеями и возглавляет восстание Ада. Захват Города и превращение его в сад плоти.
- Красная Трава — узнав всю правду с помощью Петера-«Главкона» и его дневников, Кавиани выбирается наружу из-под купола, заражая биосферу планеты нанохирургами.

## Саундтрек
Музыкальное сопровождение к игре создано одним из авторов Athanasy Егором Ефремовым при участии различных исполнителей: Hotel Alpha Unicorn, musty luxury, Cult Black Venus, Sal Solaris, Noises of Russia, а также Анастасии Зелинской и Лизы Шапкиной.
Саундтрек выпущен отдельно 22 апреля 2022 года и включает в себя следующие композиции:
| №   | Название                            | Исполнитель                                | Длительность |
| --- | ----------------------------------- | ------------------------------------------ | ------------ |
| 1.  | «Intro»                             | Hotel Alpha Unicorn                        | 1:17         |
| 2.  | «The City»                          | Hotel Alpha Unicorn                        | 4:48         |
| 3.  | «Amrita»                            | Hotel Alpha Unicorn                        | 1:24         |
| 4.  | «Run»                               | Hotel Alpha Unicorn feat. Cult Black Venus | 3:38         |
| 5.  | «(With Me)»                         | Hotel Alpha Unicorn                        | 6:04         |
| 6.  | «Care and Law Department»           | Hotel Alpha Unicorn                        | 2:11         |
| 7.  | «Born Down Here»                    | Hotel Alpha Unicorn                        | 4:06         |
| 8.  | «Care and Law Department p. II»     | Hotel Alpha Unicorn                        | 3:41         |
| 9.  | «Rooftop Sister»                    | Hotel Alpha Unicorn                        | 5:53         |
| 10. | «Light in the End (instrumental)»   | Hotel Alpha Unicorn feat. musty luxury     | 6:32         |
| 11. | «The Last City»                     | Hotel Alpha Unicorn                        | 2:48         |
| 12. | «Endorphin»                         | Hotel Alpha Unicorn                        | 5:07         |
| 13. | «Social Metabolism»                 | Hotel Alpha Unicorn                        | 6:18         |
| 14. | «Back in Humanity Again»            | Hotel Alpha Unicorn                        | 6:51         |
| 15. | «Inner Beast»                       | Hotel Alpha Unicorn                        | 3:57         |
| 16. | «The Final Build»                   | Hotel Alpha Unicorn                        | 4:50         |
| 17. | «The Only Thing That Burns in Hell» | Hotel Alpha Unicorn                        | 4:23         |
| 18. | «Superior Ore Department»           | Hotel Alpha Unicorn                        | 3:43         |
| 19. | «Man vs. Machine»                   | Hotel Alpha Unicorn feat. Noises of Russia | 4:22         |
| 20. | «Run With Me»                       | Cult Black Venus                           | 3:47         |
| 21. | «Ultramarine Blues»                 | Hotel Alpha Unicorn                        | 3:13         |
| 22. | «A Lesson in Meekness»              | Hotel Alpha Unicorn                        | 2:35         |
| 23. | «Sector Sever»                      | Hotel Alpha Unicorn                        | 3:41         |
| 24. | «Gulo»                              | Hotel Alpha Unicorn                        | 3:59         |
| 25. | «Still a Sister»                    | Hotel Alpha Unicorn                        | 3:33         |
| 26. | «Hecate»                            | Hotel Alpha Unicorn                        | 8:20         |
| 27. | «Temple of Gentle Death»            | Hotel Alpha Unicorn                        | 2:49         |
| 28. | «The City That Has No Name»         | Hotel Alpha Unicorn                        | 5:42         |
| 29. | «Run With Me»                       | Hotel Alpha Unicorn                        | 2:51         |

## Разработка
Разработка была начата лидером проекта Евгением Махнёвым в 2018 году. В качестве первого опыта по созданию 3D-сцен им была выбрана идея квеста от первого лица в биотехнологическом сеттинге для шлемов виртуальной реальности. На основе этого опыта началась разработка трёхмерного квеста от первого лица под названием Biopoiesis. При создании сеттинга игры была использована идея писателя Сергея Чекмаева: мир, в котором сосуществуют расы с адаптивными генетическими модификациями, специально созданные людьми для освоения экзопланет с условиями, отличными от земных.
Визуальная сложность и перегруженность оригинального биотехнологического дизайна игры оказалась слишком тяжела для реализации полноценного 3D-квеста маленькой и неопытной командой, поэтому в 2019 году Евгений Махнёв предложил использовать наработки для создания визуальной новеллы. Егор Ефремов, один из авторов Biopoiesis, предложил альтернативный сеттинг, сохранявший биопанк-эстетику, и создал набросок ветвящегося сюжета Athanasy. Главной идеей сценария являлось противопоставление тоталитарного Города и рукотворного Ада, без которого Город не может существовать, а также распутывания большой лжи, на которой держится вся эта система. Окончательный вариант Athanasy оформился после многочисленных правок и полного переписывания текста коллективом из трёх авторов (Михаил Крыжановский, Всеволод Егоров, Егор Ефремов).

## Отзывы
После релиза игра получила достаточно высокую оценку от игроков и критиков. Тимур Мустафин, один из колумнистов онлайн-журнала ужасов и мистики Darker, в своей рецензии высоко оценил сюжет, атмосферу и визуальный стиль. Кирилл Волошин с сайта StopGame.ru дал игре оценку «Похвально», назвав её «одной из лучших визуальных новелл, сделанных в России».